# Audience
"AUDIENCE" é o décimo oitavo single da cantora Ayumi Hamasaki lançado dia 1 de novembro de 2000. O single foi apresentado no DVD ParaPara Paradise: J-EURO PARAPARA, e recebeu certificação platina pelas mais de 250.000 mil cópias vendidas. 

## Faixas
| N.º            | Título                                       | Duração |  |
| 1.             | "AUDIENCE (Dave Ford Mix)"                   | 4:08    |  |
| 2.             | "SURREAL (Sample Madness remix)"             | 2:15    |  |
| 3.             | "AUDIENCE (Keith Litman's Radio mix)"        | 4:49    |  |
| 4.             | "AUDIENCE (Feelin' U Mix)"                   | 6:28    |  |
| 5.             | "AUDIENCE (Genius Rock Big Beat mix)"        | 5:34    |  |
| 6.             | "SURREAL (Paranoid Andoroid mix)"            | 5:38    |  |
| 7.             | "AUDIENCE (Scud Formant mix)"                | 5:45    |  |
| 8.             | "AUDIENCE (Hal's Mix 2000)"                  | 4:15    |  |
| 9.             | "AUDIENCE (Dub's Floor Remix Transport 004)" | 8:37    |  |
| 10.            | "AUDIENCE (Dave Ford Mix -Instrumental-)"    | 4:16    |  |
| 11.            | "SEASONS (Vocal Track)"                      | 2:59    |  |
| Duração total: | Duração total:                               | 54:44   |  |

### Oricon & Vendas
| Parada                | Posição | Total de Vendas | Semanas |
| --------------------- | ------- | --------------- | ------- |
| Oricon Parada Diária  | 1       | 293,000         | 4       |
| Oricon Parada Semanal | 2       | 293,000         | 4       |
| Oricon Parada Anual   | 93      | 293,000         | 4       |